# Charles-Henri Michel
Pour les articles homonymes, voir Charles Michel (homonymie) et Michel.
Charles-Henri Michel né à Fins (Somme) le 14 janvier 1817 et mort à Paris le 6 janvier 1905 est un peintre, dessinateur et pastelliste français.

## Biographie

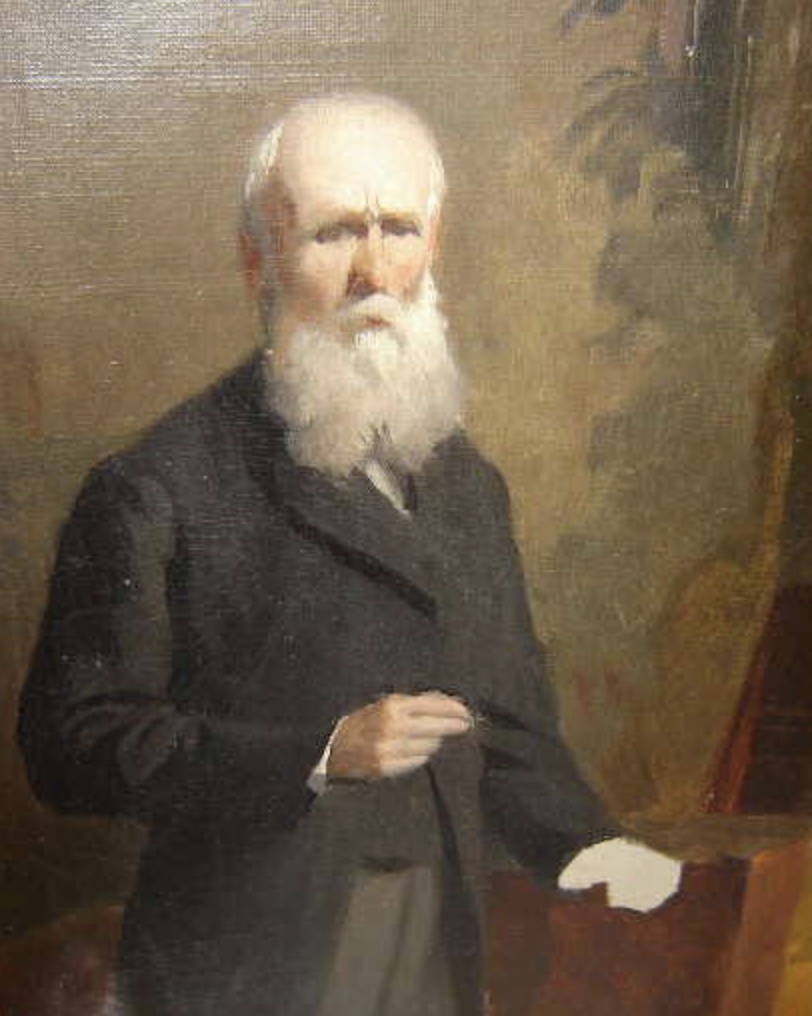
Autoportrait, localisation inconnue.

- Si vous ne connaissez pas le sujet, laissez ce bandeau (vous pouvez alors contacter les auteurs).
- Si vous supprimez le contenu mis en cause (vous pouvez préalablement contacter les auteurs),

argumentez précisément cette suppression dans la page de discussion
(un manque de référence n'est pas un argument ; une recherche réelle de référence doit avoir été effectuée, être formellement documentée).

### Enfance
L'arrière-grand-père de l'artiste, Nicolas Michel, agriculteur, quitta Sorel-le-Grand en 1753 pour s'installer à Fins où son petit-fils, Joseph-Constant Michel (1792-1826) sera le père de Charles-Henri Michel. Ce dernier et ses deux frères naîtront au 19, chaussée Brunehaut.
Charles-Henri Michel avait neuf ans lorsque son père mourut en 1826, laissant à sa veuve Émérantine Quatrelivre-Michel la charge de trois jeunes enfants et celle de la ferme.

### Formation artistique
C'est très jeune que Charles-Henri Michel entra comme petit-clerc chez un avoué de Péronne. Présentant très tôt un goût pour le dessin, sa mère lui offrit les cours de Jules Dufour, élève d'Auguste Dehaussy à Péronne qui le fit entrer à l'atelier du maître, où il fit la connaissance du poète et sculpteur Hector Crinon. Dehaussy prit le jeune Charles-Henri en affection.
En 1835, Michel était à Paris et fréquentait l'Académie Suisse, y rencontrant d'autres artistes en devenir comme Gustave Courbet ou François Bonvin. En 1838, sous l'égide d'Auguste Dehaussy, il partit pour Anvers, étudier la peinture flamande, comprenant les primitifs flamands et la Renaissance flamande. De retour en France, il exposa au Salon de Paris et pratiqua l'art du portrait. Il intégra l'École des beaux-arts de Paris, en 1843.

### Un peintre d'histoire
Par manque d'audace, mais également de moyens, il ne put s'offrir un atelier. Sa mère mourut en 1847. L'année suivante, la  Révolution de 1848 l'obligea à rester à Paris. En 1851, il fit un voyage en Italie qui le tourna vers la peinture religieuse, et il revint en France en 1854.
En 1850, Nicolas Félix Harlé, député de la Somme, lui commanda le portrait de sa femme et de ses deux filles, dont la plus jeune, Célanie, que Charles-Henri épousera le 5 mai 1854 à la mairie de Aizecourt-le-Haut. Après avoir voyagé en Italie, le couple s'installa à Paris rue Duguay-Trouin, l'atelier du peintre se trouvant au 18, rue de Varenne.
De leur union naquirent Auguste (1855), Félix (1856) et Paul (1860).
En 1862, son maître Auguste Dehaussy mourut en lui léguant le tiers de son atelier.
Son épouse mourut le 7 février 1864. Il reprit son travail en 1865, réalisant un Jésus source de vie.
À la déclaration de la guerre de 1870, il quitta Paris pour rejoindre Dinan avec ses trois enfants et réalisa des dessins et des tableaux sur la région, dont les ruines de l'abbaye Saint-Magloire de Léhon sur les bords de la Rance. Il vécut avec l'argent que lui rapportait les portraits.
Il peignit ensuite des scènes historiques comme La Dernière Communion de Jeanne d’Arc (1899) et la Remise de l’Étendard (1901).
C'était un artiste complet, excellent dessinateur, portraitiste de grand talent, travaillant indifféremment le crayon, le fusain ou le pastel.
Il mourut à son domicile parisien, rue Lecourbe, des suites d'une grippe, le 6 janvier 1905.

### Postérité
En 1909, à Fins un Monument à Charles-Henri Michel par Athanase Fossé fut érigé sur la place du village. Le buste fut une première fois envoyé à la fonte par l'occupant allemend au cours de la Première Guerre mondiale et une copie de l'œuvre originale connut le même sort sous le régime de Vichy, dans le cadre de la mobilisation des métaux non ferreux. Aujourd'hui, une statue en béton remplace le buste en bronze.
En 1951, Paul Michel, ﬁls de Charles-Henri Michel, fit don de trois de ses tableaux à l'église de Fins : la Madone des Anges  (1859), un Ecce homo (1904) et la Vision de sainte Thérèse d'Avila (1904).
Le musée Alfred-Danicourt de Péronne, conserve un fonds d'œuvres de Charles-Henri Michel — fusains, crayons et pastels notamment —, provenant de dons de particuliers et d'héritiers.

## Œuvres

### Estampes
- Bois gravé par Philibert Rouxel (1862-1941) d'après Charles-Henri Michel[3] :
  - La dernière communion de Jeanne d'Arc, gravure sur bois ;
  - Remise de l'Étendard, graveur sur bois.

### Illustrations
Charles-Henri Michel a réalisé une série de dessins à la plume reprenant les sujets de la presque totalité des tableaux conservés à la Grande Chartreuse de Saint-Pierre-de-Chartreuse, en vue de l'illustration d'un projet d'édition de L'Imitation de Jésus-Christ qui n'a jamais vu le jour. Ces dessins sont conservés au musée Alfred-Danicourt de Péronne.

## Collections publiques
- Amiens, musée de Picardie : 
  - Jésus source de vie ;

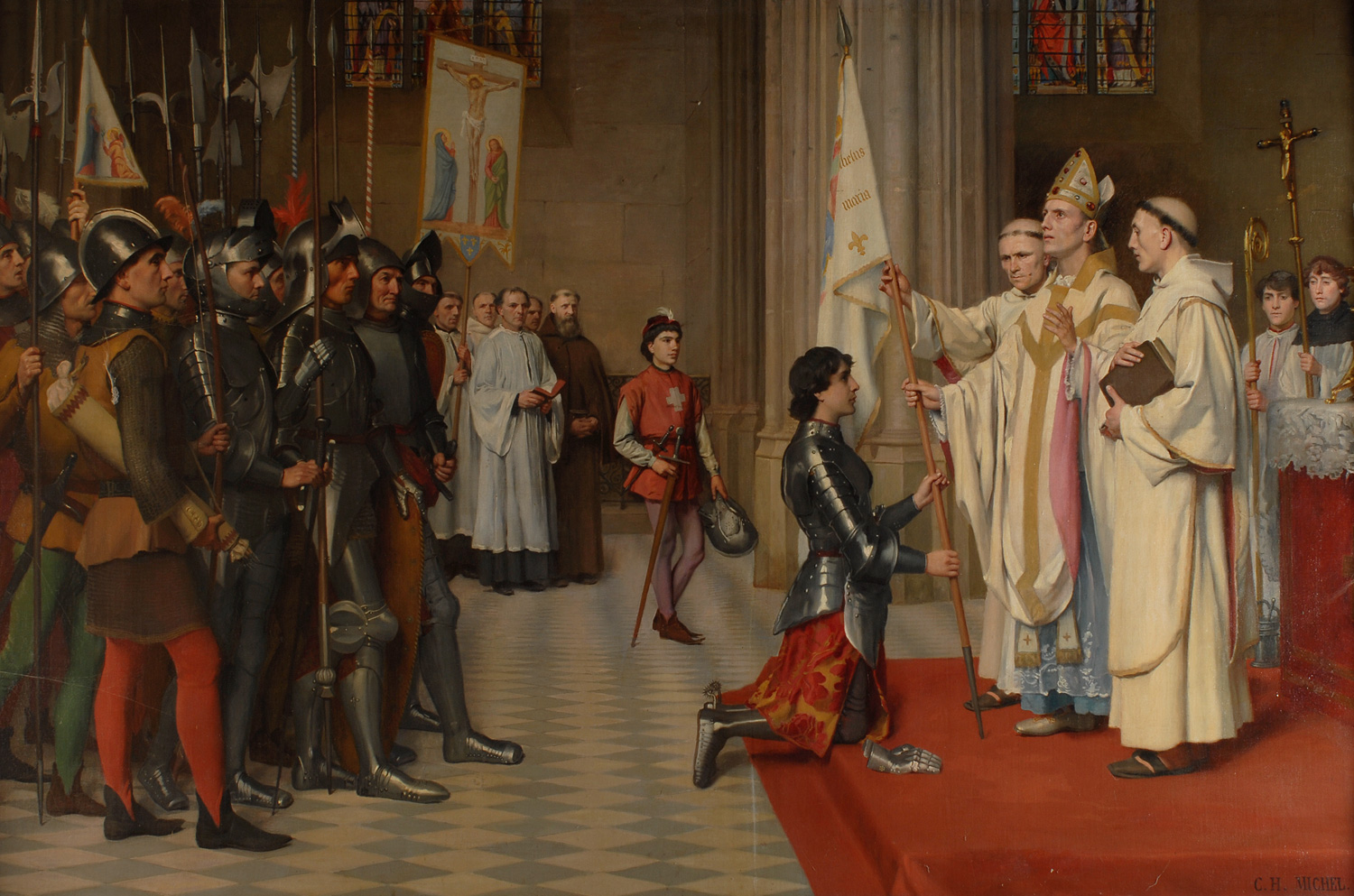
Jeanne d'Arc faisant bénir son étendard à Blois, château de Blois, chapelle Saint-Calais.

  - La Conversation de Saint-Augustin.
- Beynat, église Saint-Pierre-ès-Liens : Le Christ au jardin des Oliviers.
- Blois, château de Blois, chapelle Saint-Calais : Remise de l'étendard à Jeanne d'Arc.
- Fins, église Saint-Martin :
  - La Madone des Anges ;
  - Ecce Homo ;
  - Vision de sainte Thérèse d'Avila.
- Orléans, musée des Beaux-Arts : L'Exilé de la patrie céleste.
- Orsay, église Saint-Martin-Saint-Laurent : décorations murales.
- Paris :
  - musée d'Orsay : 
    - La Sainte communion ;
    - Au Pied de la croix.

  - église Notre-Dame-des-Blancs-Manteaux : Laissez venir à moi les petits enfants.
  - orphelinat des Apprentis d'Auteuil : La Vision de Sainte Thérèse d'Avila.
- Péronne :
  - église Saint-Jean-Baptiste :
    - La Compassion de la Vierge, œuvre disparue ;
    - Le Baptême du Christ par saint Jean ;
    - Le Crucifiement, œuvre disparue ;
    - La Mise en croix, œuvre disparue ;
    - Le Christ en croix ;
    - Le Christ au tombeau.

  - musée Alfred-Danicourt, fonds de dessins, d'études et d'esquisses, dont[4] :
    - Abbaye Saint-Magloire de Léhon, dessin ;
    - Autoportrait, huile sur toile et dessin ;
    - Portrait de Nicolas-Félix Harlé, dessin ;
    - Église Saint-Sauveur de Dinan, fusain ;
    - Mme Victorinne Michel, huile sur toile ;
    - Les Bacchantes :
    - Les Deux orphelines ;
    - Cueilleuses antiques :
    - Au pied de la Croix ;
    - Un ange de plus au ciel, pastel ;
    - Magdeleine pénitente, peinture, Baigneuse, pastel ;
    - Portrait de Mme Thiéry ;
    - Les Deux Orphelines
    - Le Trio ;
    - Tzigane au violon.

  - palais de justice : 
    - L'Hiver ;
    - Le Christ en croix.
- Rouen : 
  - musée des Beaux-Arts : La Dernière communion de Jeanne d'Arc.
  - musée de la Tour Jeanne d'Arc : La Dernière communion de Jeanne d'Arc.
- Saint-Pierre-de-Chartreuse, Grande Chartreuse : cycle de 16 tableaux tirés de L'Imitation de Jésus :

- - Conversation intérieure ;
  - l'Entretien intérieur ;
  - La Sainte Communion ;
  - La Croix ;
  - L'Aumône, après 1893 ;
  - La Bénédiction, après 1893 ;
  - l'Obéissance, après 1893 ;
  - Le Renoncement ;
  - Les Cendres ;
  - Méditation de la mort ;
  - La Patience ;
  - L'Humilité ;
  - Jésus, la voie, la vérité et la vie ;
  - La Glorification ;
  - La Tentation.

- Varzy, musée Auguste-Grasset : Le Renoncement ou Le Dépouillement.

## Salons
- 1836, Salon d'Amiens : Intérieur d'atelier, l'artiste peignant.
- 1839, Salon de Paris : La Diseuse de bonne aventure.
- 1840, Salon d'Amiens : La Devineresse flamande ; Repos des moissonneurs
- 1850, Salon d'Amiens : Portrait de Mme D…, Portrait de M. L…, Portait de M. D…, pastels exposés à Amiens, La Compassion de la Vierge, œuvre disparue.
- 1861, Salon d'Amiens : Un ange de plus au ciel, pastel ; Pifferari.
- 1861, Salon : Conversation intérieure , médaille ; Entretien intérieur, conservés à la Grande Chartreuse.
- 1865, Salon : Jésus source de vie, achat de l'État pour le musée d'Amiens.
- 1866, Salon : La Sainte-Communion, achat de l'État pour le musée du Luxembourg.
- 1867, Salon : Le Renoncement, achat de l'État pour le musée de Varzy.
- 1868, Salon : L'Exilé de la patrie céleste, achat du musée des Beaux-Arts d'Orléans.
- 1869, Salon : Au pied de la Croix.
- 1870, Salon : La Conversation de saint Augustin.
- 1887, Salon des artistes français : La Prière.
- 1900, Salon des artistes français : Autoportrait (1895).
- 1901, Salon des artistes français : La Remise de l'étendard.

## Récompenses
- 1836 : médaille d'argent de la Ville d'Amiens pour Intérieur d'atelier.
- 1839 : lauréat d'un concours départemental.
- 1840 : concours des Amis des arts de la Somme, premier prix pour L'Artiste malade.
- 1861 : médaille de 3e classe au Salon pour La Conversation intérieure.
- 1861 : médaille de Vermeil au Salon d'Amiens pour Pifferari.
- 1865 : médaille au Salon pour Jésus source de vie.
- 1867 : médaille hors-concours au Salon pour Le Dépouillement ou Renoncement.

## Expositions
- 1837 : concours des Amis des arts de la Somme, premier prix pour L'Artiste malade.
- 1855 : Exposition universelle de 1855, Un ange de plus au ciel, pastel.
- 1873 : exposition au musée de Péronne, Madeleine pénitente.
- 2017 : exposition « Charles-Henri Michel 1817-1905, (ré)découverte », Péronne, musée Alfred-Danicourt[5].

## Iconographie
- Athanase Fossé, Buste de Charles-Henri Michel, plâtre, Péronne, musée Alfred-Danicourt.
- Athanase Fossé, Monument à Charles-Henri Michel, 1909, bronze, place de Fins, envoyé à la fonte sous le régime de Vichy, remplacé par une copie en béton.
- Auguste Dehaussy, Portrait de Charles-Henri Michel vers l'âge de 15 ans, vers 1832, dessin, Péronne, musée Alfred-Danicourt.
- Auguste Dehaussy, Portrait de Charles-Henri Michel vers l'âge de 20 ans, vers 1837, dessin, Péronne, musée Alfred-Danicourt.
- Charles-Henri Michel, Autoportrait, vers 1870, dessin, Péronne, musée Alfred-Danicourt.
- Charles-Henri Michel, Autoportrait au chevalet, vers 1890, dessin, Péronne, musée Alfred-Danicourt.
- Charles-Henri Michel, Autoportrait, 1895, Péronne, musée Alfred-Danicourt.
- Anonyme, Portrait photographique, vers 1902, Péronne, musée Alfred-Danicourt.